# Sara Mae Berman
Sara Mae Berman (New York, 14 mei 1936) is een voormalige Amerikaanse marathonloopster. 
Ze won verschillende marathons, waaronder driemaal de Boston Marathon.

## Biografie
Sara Mae Berman werd geboren in The Bronx, New York als dochter van Joodse ouders en toen Sara Mae vier jaar oud was verhuisde de familie naar New Hampshire waar haar ouders een kleine kledingswinkel hadden. Sara Mae ontmoette Larry Berman toen ze beiden op de high school zaten. Ze huwden, kregen in 1957 en 1958 twee kinderen en woonden op verschillende plaatsen in Providence en Boston. Larry Berman was voormalig kapitein van het MIT cross-countryteam en begon wegwedstrijden in New England te lopen. Hij moedigde zijn vrouw aan om mee te gaan trainen in het park.
Sara Mae en Larry Berman richtten in 1962 de sportclub Cambridge Sports Union op, de eerste atletiekclub in New England. In 1965 verhuisde de familie Berman naar Cambridge (Massachusetts) waar ze vandaag nog wonen. In Cambridge begonnen ze cross-countrywedstrijden voor vrouwen te organiseren. Zij geloofden dat dit de beste manier was om meisjes en vrouwen voor te bereiden om langere afstanden te rennen. Sara Mae en Larry Berman woonden verscheidene nationale Amateur Athletic Union-conventies bij waarbij ze deelnamen aan de discussies over de wijziging van de regels dat vrouwen geen wedstrijden van meer dan anderhalve mijl mochten deelnemen.
In 1965 deed Larry Berman een eerste maal mee aan de marathon van Boston en finishte in 2:54. In 1966 liep Bobbi Gibb als eerste vrouwelijke deelnemer de marathon van Boston, in de daaropvolgende jaren gevolgd door Kathrine Switzer en andere loopsters. Sara Mae keek toe vanop de zijlijn en bleef trainen omdat ze niet enkel wilde meedoen maar ook een sterke prestatie neerzetten. In 1969 was ze voldoende getraind voor de marathon van Boston en won meteen de eerste marathon waar ze aan deelnam in een tijd van 3:22.46 op 32-jarige leeftijd, de oudste winnares ooit van de marathon in Boston. De volgende twee jaren won ze ook de marathon van Boston en in 1970 verbeterde ze het wedstrijdrecord van Gibb met een tijd van 3:05.08. In 1972 en 1973 eindigde ze telkens op de vijfde plaats en na drie jaar afwezigheid liep ze in Boston in 1977, 1978 en 1979, meteen de laatste marathon die ze liep.
In 1977 nam Berman ook deel aan een 10 km-wegwedstrijd voor vrouwen gesponsord door Bonne Bell cosmetica. Zij was destijds bezig met de herverkiezing voor het Cambridge Schoolcomité en besloot de wedstrijd te gebruiken om haar campagne te bevorderen. Berman 'rekruteerde' haar dochter, een studente bij MIT, en haar 65-jarige moeder en liet T-shirts maken waarop "Sara Mae Berman Runs Again" te lezen stond. Berman eindigde in ruim 40 minuten als eerste vrouw bij de veetigplussers en werd geïnterviewd door tv-verslaggevers en andere media.

## Palmares

### Marathon
- 1969:  Boston Marathon - 3:22.46
- 1969:  marathon van Atlantic City - 3:21.19
- 1970:  Boston Marathon - 3:05.08
- 1970:  marathon van Holyoke - 3:16.52
- 1970:  marathon van Atlantic City - 3:07.10
- 1971:  Boston Marathon - 3:08.30
- 1971:  marathon van Brockton - 3:00.35
- 1971:  New York City Marathon - 3:08.46
- 1971:  marathon van Baystate - 3:04.40
- 1972: 5e Boston Marathon - 3:48.30
- 1973: 5e Boston Marathon - 3:30.05